# Wulihe Stadium
Wulihe Stadium (chiń. 五里河体育场; pinyin Wǔlǐhé Tǐyùchǎng) – nieistniejący już wielofunkcyjny stadion w mieście Shenyang, w Chinach. Został otwarty w 1989 roku. Mógł pomieścić 55 000 widzów, z czego około 33 000 miejsc było zadaszonych. Swoje spotkania rozgrywali na nim piłkarze klubu Shenyang Ginde. W 2003 roku na tej arenie odbył się finał piłkarskiego Pucharu Chin (1 października 2003 roku: Beijing Hyundai – Dalian Shide 3:0). Ponadto na obiekcie odbywały się również spotkania piłkarskiej reprezentacji Chin. Najbardziej zapamiętanym meczem reprezentacji Chin rozegranym na tym stadionie jest mecz z 7 października 2001, w którym Chiny pokonały Oman 1:0 i zapewniły sobie pierwszy w historii awans do Mistrzostw Świata. 12 lutego 2007 stadion został jednak wyburzony, by zrobić miejsce pod nowe centrum handlowe. Wysadzanie obiektu trwało zaledwie 6,6 sekundy. Stary obiekt został zastąpiony nowym Stadionem Olimpijskim otwartym w 2007 roku w innej części miasta.